# Za7ie
 Za7ie é um projecto musical que inclui o sétimo álbum de estúdio da cantora francesa Zazie, lançado em 2010. O projecto Za7ie é composto por sete EP com sete faixas cada um, e um álbum com catorze faixas, retiradas desses mesmo EP. O primeiro EP foi lançado a 27 de Setembro de 2010, sendo os outros lançados um após um nas seis semanas seguintes.

## Faixas

### Álbum
| N.º | Título                               | Letras                  | Música                                     | EP          | Duração |  |
| 1.  | "Les Pieds nus"                      | Zazie                   | Zazie                                      | Ma quête    | 3:13    |  |
| 2.  | "Avant l'amour"                      | Zazie                   | Zazie                                      | Ma quête    | 3:40    |  |
| 3.  | "Polygame"                           | Zazie                   | Zazie                                      | Ma quête    | 4:29    |  |
| 4.  | "Tout va bien"                       | Zazie                   | Phil Baron                                 | Les Enfants | 3:55    |  |
| 5.  | "Je te tiens" (com Papillon Paravel) | Renaud Papillon Paravel | Zazie, Philippe Paradis                    | Collectif   | 4:44    |  |
| 6.  | "Être et avoir"                      | Zazie                   | Zazie, Philippe Paradis                    | On sort     | 3:12    |  |
| 7.  | "L'Amour dollar"                     | Zazie                   | Zazie                                      | Recyclage   | 4:12    |  |
| 8.  | "Le Jour J" (com Philippe Paradis)   | Zazie                   | Philippe Paradis                           | Collectif   | 4:13    |  |
| 9.  | "Pas que beau"                       | Zazie                   | Zazie, Matthieu Rabaté                     | On sort     | 4:04    |  |
| 10. | "Amazone"                            | Zazie                   | Zazie, Jean-Pierre Pilot, Philippe Paradis | Recyclage   | 3:08    |  |
| 11. | "Chanson d'amour"                    | Zazie                   | Zazie, Philippe Paradis                    | On sort     | 2:56    |  |
| 12. | "Je vous aime"                       | Zazie                   | Phil Baron                                 | Collectif   | 3:14    |  |
| 13. | "La place du vide" (com AaRON)       | Simon Buret             | AaRON                                      | Collectif   | 3:03    |  |
| 14. | "Tindfjöll"                          |                         | Zazie, Philippe Paradis, Matthieu Rabaté   | Relaxation  | 3:47    |  |

### EP
| 01. Lundi Ma quête (27 de Setembro) | 02. Mardi En images (5 de Outubro) | 03. Mercredi Les Enfants (13 de Outubro) | 04. Jeudi Recyclage (21 de Outubro) | 05. Vendredi Collectif (29 de Outubro) | 06. Samedi On sort (6 de Novembro) | 07. Dimanche Relaxation (14 de Novembroe) |
| ----------------------------------- | ---------------------------------- | ---------------------------------------- | ----------------------------------- | -------------------------------------- | ---------------------------------- | ----------------------------------------- |
| Les Pieds nus                       | Lune et l'autre                    | Bien au chaud                            | L'Amour dollar                      | Le Jour J (com Philippe Paradis)       | Électro libre                      | SPA                                       |
| Avant l'amour                       | Plus fort                          | À la terre                               | L'Œil du cyclone                    | Des astres (com -M-)                   | Chanson d'amour                    | Vibra massage                             |
| Les Lendemains qui déchantent       | Aïe love you                       | Trodeshoz                                | Les Poupées Zarbie                  | Je vous aime                           | Être et avoir                      | Tindfjöll                                 |
| Lune et l'autre                     | Les gens passent                   | Les Mots de faon                         | L'Heure H (com Philippe Paradis)    | Je te tiens (com Papillon Paravel)     | Pas que beau                       | Nymphi                                    |
| Gomme                               | Je vous aime                       | Tout va bien (com Lola)                  | Amazone                             | Double Axel (com Axel Bauer)           | Transe siberian                    | Belleville plage                          |
| À copier 100 fois                   | Pas que beau                       | Ma tribu                                 | Les gens passent                    | Valse à 7 temps                        | Plus fort                          | Vladivostok                               |
| Polygame                            | Tindfjöll                          | Aïe love you                             | L'Addition                          | La Place du vide (com AaRON)           | Le Dimanche                        | Prague 77                                 |